# Stellan Skarsgård

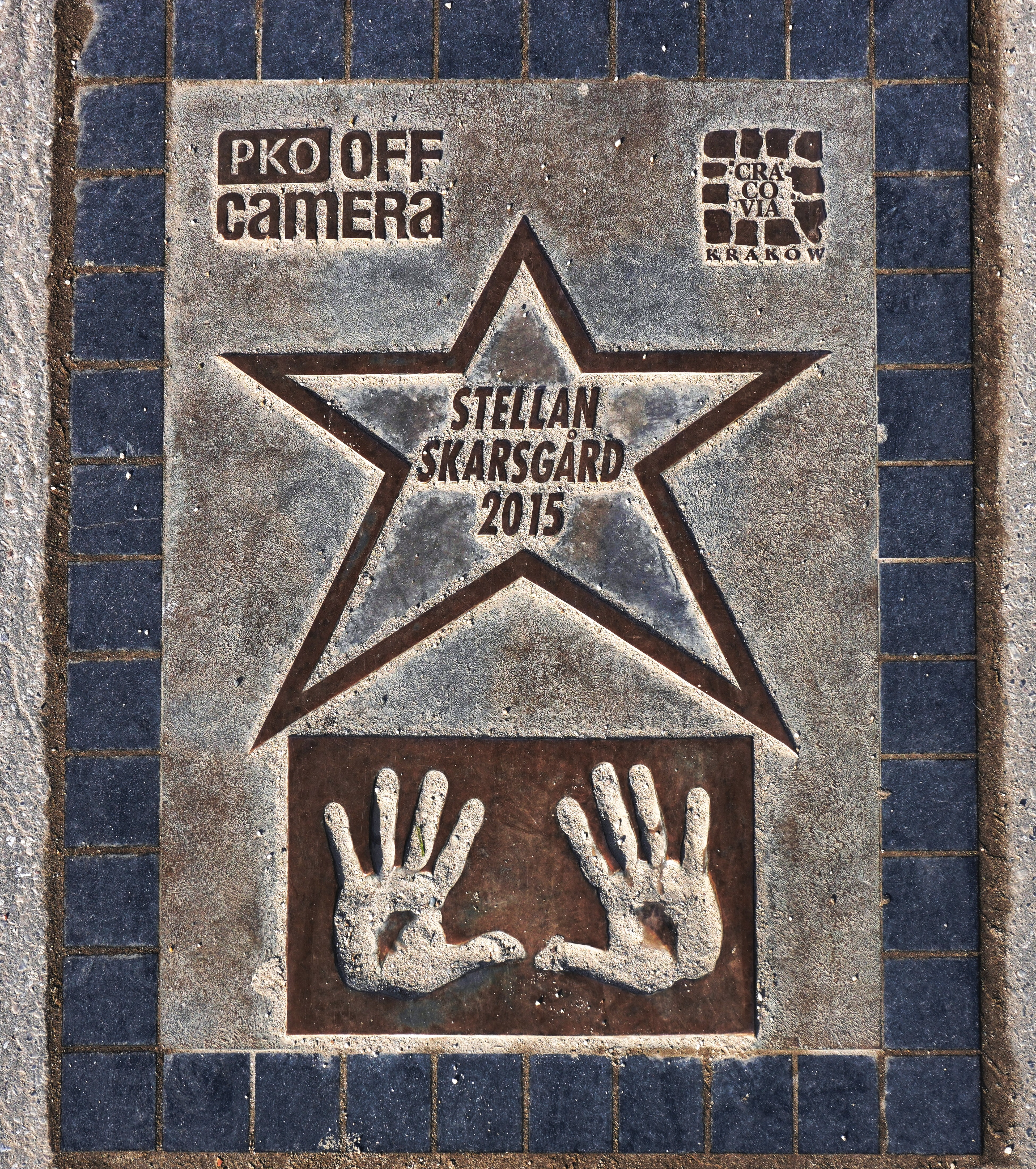
Gwiazda Stellana Skarsgårda na Alei Gwiazd w Krakowie

Stellan John „Skarzie” Skarsgård (ur. 13 czerwca 1951 w Göteborgu) – szwedzki aktor filmowy, teatralny i telewizyjny. Okazjonalnie zajmuje się również produkcją filmową.

## Życiorys

### Wczesne lata
Urodził się w Göteborgu jako syn Gudrun (z domu Larsson) i Jana Skarsgårda. W dzieciństwie często wraz z rodziną przeprowadzał się i mieszkał, między innymi, w takich miejscowościach jak Helsingborg, Totebo, Kalmar, Marielund i Uppsala.

### Kariera
W wieku siedemnastu lat zadebiutował na szklanym ekranie w serialu dla młodzieży Bombi Bitt och jag (Bombi Bitt i ja, 1968), a tytułowa rola Bombi Bitta przyniosła mu dużą popularność wśród masowej widowni.
W 1972 dołączył do Królewskiego Teatru Dramatycznego w Sztokholmie, gdzie grał m.in. w sztukach Augusta Strindberga – Ett drömspel (1986) czy Mistrz Olof (1988). Przez całe lata 70. i 80. występował w szwedzkich produkcjach teatralnych i filmowych, m.in. u Allana Edwalla, Bo Widerberga i Carla-Gustava Nykvista.
Międzynarodowy rozgłos zyskał dzięki rolom w Prostodusznym mordercy (1982) Hansa Alfredsona, za którą otrzymał Srebrnego Niedźwiedzia dla najlepszego aktora na 32. MFF w Berlinie, oraz w nominowanym do Oscara filmie Wół (1991) Svena Nykvista. Ponadto do jego osiągnięć z tego okresu zalicza się rolę Raoula Wallenberga z obrazu Dobry wieczór, panie Wallenberg (1990).
Pod koniec lat 80. rozpoczął pracę w Stanach Zjednoczonych. Pojawił się w niewielkich rolach inżyniera w Nieznośnej lekkości bytu (1988) Philipa Kaufmana i rosyjskiego wojskowego Tupolewa w Polowaniu na Czerwony Październik (1990) Johna McTiernana.
Na szybkim rozwoju jego kariery w dużym stopniu zaważyło spotkanie z Larsem von Trierem. Wystąpił w pięciu jego filmach. W Przełamując fale (1996) zagrał toksycznego, sparaliżowanego męża głównej bohaterki, kreowanej przez Emily Watson. Ponadto pojawił się w epizodach w Królestwo II (1996), Tańcząc w ciemnościach (2000), Dogville (2002) i Melancholii (2011).
Koniec lat 90. i początek XXI wieku zaowocowały interesującymi rolami w ambitnych obrazach amerykańskich, takich jak Buntownik z wyboru (1997) Gusa van Santa (profesor matematyki), Amistad (1997) Stevena Spielberga (idealistyczny abolicjonista), Time Code (2000) Mike’a Figgisa (spec od reklamy z problemem alkoholowym) czy Duchy Goi (2006) Miloša Formana (Francisco Goya). Skarsgård nie stroni również od produkcji czysto komercyjnych. Pojawił się u boku Roberta De Niro i Jeana Reno w Roninie (1998) Johna Frankenheimera, a także w horrorach Renny'ego Harlina: Piekielna głębia (1999) i Egzorcysta: Początek (2004).
W 2006 dołączył do obsady popularnej serii Piraci z Karaibów. Dotychczas w roli awanturnika-ojca Willa Turnera wystąpił w dwóch częściach: Skrzyni umarlaka (2006) i Na krańcu świata (2007).
Ma za sobą także przygodę z musicalem. W Mamma Mia! (2008) Phyllidy Lloyd, gdzie zagrał obok Meryl Streep, Pierce’a Brosnana i Colina Firtha, zaśpiewał piosenki „Our Last Summer” i „Take a Chance on Me” z repertuaru ABBY. W 2018 roku powrócił do musicalu w roli Billa w kontynuacji opowieści o Donnie i jej córce w filmie Ola Parkera Mamma Mia: Here We Go Again!.
Mimo intensywnej pracy w Stanach Zjednoczonych nie zrezygnował z udziału w produkcjach rodzimych. Wystąpił w głównej roli w Bezsenności (1997) Erika Skojldbjaerga, której amerykański remake kilka lat później nakręcił Christopher Nolan. Za rolę alkoholika Tomasa z Aberdeen (2000) Hansa Pettera Molanda dostał nominację do Europejskiej Nagrody Filmowej. W następnym roku otrzymał to samo wyróżnienie, tym razem za rolę Wilhelma Furtwänglera, słynnego niemieckiego kompozytora, decydującego się na pozostanie w hitlerowskich Niemczech, w obrazie Istvána Szabó Sztuka wyboru (2001). Pojawił się w teledysku Lykke Li do piosenki „Sadness is a blessing” (2011).

## Życie prywatne
27 kwietnia 1975 poślubił My Sonję Marie Agnes, z którą ma sześcioro dzieci: pięciu synów – Alexandra (ur. 25 sierpnia 1976), Gustafa (ur. 12 listopada 1980), Sama (ur. 5 czerwca 1982), Billa (ur. 9 sierpnia 1990) i Valtera (ur. 25 października 1995) oraz córkę Eiję (ur. 27 lutego 1992). 1 maja 2007 doszło do rozwodu. 12 stycznia 2009 ożenił się z Megan Everett. Mają dwóch synów: Ossiana (ur. 26 kwietnia 2009) i Kolbjörna (ur. 24 sierpnia 2012).
Jest zdeklarowanym humanistą i ateistą. Stwierdził, że jeśli „Bóg jest tak próżny, że wymaga dla siebie uwielbienia, to nie jest tego uwielbienia godny”.

## Wybrana filmografia
| Rok  | Tytuł filmu / serialu                     | Reżyser             | Rola                                   |
| ---- | ----------------------------------------- | ------------------- | -------------------------------------- |
| 1968 | Bombi Bitt i ja (serial TV)               | Bengt Lagervist     | Bombi Bitt                             |
| 1982 | Prostoduszny morderca                     | Hans Alfredson      | Sven                                   |
| 1984 | Åke i jego świat                          | Allan Edwall        | Ebenholtz                              |
| 1987 | Droga węża na skale                       | Bo Widerberg        | Karl Orsa                              |
| 1987 | Hip, hip hurra!                           | Kjell Grede         | malarz Søren Krøyer                    |
| 1988 | Nieznośna lekkość bytu                    | Philip Kaufman      | inżynier                               |
| 1989 | Kobiety na dachu                          | Carl-Gustav Nykvist | Willy                                  |
| 1990 | Polowanie na Czerwony Październik         | John McTiernan      | kmdr por. Viktor Tupolev               |
| 1990 | Dobry wieczór, panie Wallenberg           | Kjell Grede         | Raoul Wallenberg                       |
| 1991 | Wół                                       | Sven Nykvist        | Helg Roos                              |
| 1992 | Wiatr                                     | Carroll Ballard     | Joe Heiser                             |
| 1996 | Przełamując fale                          | Lars von Trier      | Jan Nyman                              |
| 1997 | Bezsenność                                | Erik Skojldbjaerg   | detektyw Jonas Ekström                 |
| 1997 | Królestwo II                              | Lars von Trier      | adwokat Stiga Helmera                  |
| 1997 | Buntownik z wyboru                        | Gus Van Sant        | profesor Gerard Lambeau                |
| 1997 | Amistad                                   | Steven Spielberg    | Tappan, idealistyczny abolicjonista    |
| 1998 | Ronin                                     | John Frankenheimer  | Gregor, rosyjski ekspert od komputerów |
| 1999 | Piekielna głębia                          | Renny Harlin        | dr Jim Whitlock                        |
| 2000 | Tańcząc w ciemnościach                    | Lars von Trier      | lekarz                                 |
| 2000 | Time Code                                 | Mike Figgis         | Alex Green                             |
| 2000 | Aberdeen                                  | Hans Petter Moland  | alkoholik Tomas                        |
| 2001 | Dom Glassów                               | Daniel Sackheim     | Terrence „Terry” Glass                 |
| 2001 | Sztuka wyboru                             | István Szabó        | Wilhelm Furtwängler                    |
| 2002 | Zakładnik                                 | Bob Rafelson        | Tyrone                                 |
| 2002 | Dogville                                  | Lars von Trier      | Chuck                                  |
| 2003 | Helena Trojańska                          | John Kent Harrison  | Tezeusz                                |
| 2004 | Król Artur                                | Antoine Fuqua       | Cedric, okrutny wódz Sasów             |
| 2004 | Egzorcysta: Początek                      | Renny Harlin        | Ojciec Merrin                          |
| 2005 | Torte Bluma                               | Benjamin Ross       | Franz Stangl                           |
| 2006 | Duchy Goi                                 | Miloš Forman        | Francisco Goya                         |
| 2006 | Piraci z Karaibów: Skrzynia umarlaka      | Gore Verbinski      | Bill „Rzemyk” Turner                   |
| 2007 | Piraci z Karaibów: Na krańcu świata       | Gore Verbinski      | Bill „Rzemyk” Turner                   |
| 2007 | Reguła – WΔZ                              | Tom Shankland       | detektyw Edward „Eddie” Argo           |
| 2008 | Mamma Mia!                                | Phyllida Lloyd      | pisarz-podróżnik Bill Anderson         |
| 2009 | Anioły i demony                           | Ron Howard          | komandor Richter                       |
| 2009 | Frankie and Alice                         | Geoffrey Sax        | doktor Oz                              |
| 2010 | Pewien dżentelmen                         | Hans Petter Moland  | Ulrik                                  |
| 2010 | Wyspa skazańców                           | Marius Holst        | Håkon                                  |
| 2011 | Melancholia                               | Lars von Trier      | Jack                                   |
| 2011 | Dziewczyna z tatuażem                     | David Fincher       | Martin Vanger                          |
| 2011 | Thor                                      | Kenneth Branagh     | Erik Selvig                            |
| 2012 | Avengers                                  | Joss Whedon         | Erik Selvig                            |
| 2013 | Thor: Mroczny świat                       | Alan Taylor         | Erik Selvig                            |
| 2013 | Nimfomanka                                | Lars von Trier      | Seligman                               |
| 2014 | Obywatel roku                             | Hans Petter Moland  | Nils Dickman                           |
| 2014 | Kopciuszek                                | Kenneth Branagh     | Wielki Książę                          |
| 2015 | Avengers: Czas Ultrona                    | Joss Whedon         | Erik Selvig                            |
| 2017 | Borg/McEnroe. Między odwagą a szaleństwem | Lennart Bergelin    | Janus Metz Pedersen                    |
| 2018 | Mamma Mia: Here We Go Again!              | Ol Parker           | pisarz-podróżnik Bill Anderson         |
| 2019 | Znajdę Cię                                | Martha Coolidge     | Benno Moser                            |
| 2019 | Czarnobyl (miniserial)                    | Johan Renck         | Boris Szczerbina                       |
| 2021 | Diuna                                     | Denis Villeneuve    | baron Vladimir Harkonnen               |
| 2022 | Thor: Miłość i grom                       | Taika Waititi       | Selvig                                 |
| 2022 | To, co pozostało                          | Ran Huang           | Soren Rank                             |
| 2022 | Andor (serial TV)                         | Tony Gilroy         | Luthen Rael                            |
| 2024 | Diuna: Część druga                        | Denis Villeneuve    | baron Vladimir Harkonnen               |

## Nagrody i wyróżnienia
| Rok  | Tytuł filmu           | Wyróżnienie                                                                                          |
| ---- | --------------------- | --- |
| 1982 | Prostoduszny morderca | Srebrny Niedźwiedź dla najlepszego aktora na 32. MFF w Berlinie Złoty Żuk (najlepszy szwedzki aktor) |
| 1989 | Kobiety na dachu      | Złoty Żuk (najlepszy szwedzki aktor)                                                                 |
| 2000 | Aberdeen              | nom. do Europejskiej Nagrody Filmowej (najlepszy aktor)                                              |
| 2001 | Sztuka wyboru         | nom. do Europejskiej Nagrody Filmowej (najlepszy aktor)                                              |